# Горные леса Камеруна и Биоко
Горные леса Камеруна и Биоко — экологический регион, включающий в себя вулкан Камерун и три внутренних области на острове Биоко на высоте более 1500 м. Статус сохранности экорегиона оценивается как критический, его специальный код — AT0121.

## Климат
В среднем в экорегионе выпадает более 3500 мм осадков в год. На юго-западных склонах и вулкана Камерун, и острова Биоко практически непрерывный сезон дождей, в год может выпадать 10 000 осадков. Северная и восточная стороны Камеруна находятся в относительной тени от дождя. На возвышенностях количество осадков постепенно уменьшается, на вершине горы Камерун осадков выпадает менее 2000 мм.
У подножия Камеруна средняя температура может составлять от 25,5 °C до 27 °C, а в самые жаркие месяцы (март и апрель) может достигать 32—35 °C. На каждые 150 м подъёма температура снижается примерно на 1 °C.

## Флора и фауна
Экорегион отличается большим видовым разнообразием и уровнем эндемизма у флоры и фауны, отчасти из-за большого диапазона высот и, как следствие, разнообразия мест обитания.

### Флора
На разнообразие типов растительности в экорегионе влияют высота над уровнем моря и климат.
На Биоко горный лес имеет открытый полог и характеризуется видами Nuxia congesta, Schefflera abyssinica, Schefflera mannii, слива африканская.
На Камеруне горный лес простирается от 1675 м над уровнем моря до 2200—2400 м. Он переходит в горный кустарник, а затем в горные луга и скалистые места обитания на самых больших высотах. Хорошо дренированные склоны поддерживают луга с видами Agauria salicifolia, Pennisetum monostigma и Swertia abyssinica. На выходах лавы на высоте более 2000 м также растут виды Brownleea parviflora и Holothrix tridentata. Субальпийский пояс находится на высоте 2000—2200 на горе Камерун и 2500 м на Биоко, характерные виды включают Agrostis mannii, Andropogon amethystinus, Bulbostylis erratica, Deschampsia Mildbraedii и Koeleria cristata.
По меньшей мере 42 вида растений и 3 рода строго эндемичны для экорегиона, ещё 50 видов почти эндемичны конкретно для вулкана Камерун, из них 29 встречаются и на Биоко. Большинство эндемиков возникли недавно.

### Фауна
Млекопитающие демонстрируют умеренный уровень разнообразия и эндемизма. Мышь Praomys morio является одним из почти эндемичных видов. Lophuromys roseveari и Тёмная лесная белозубка являются строгими эндемиками экорегиона. Другие встречающиеся в экорегионе виды включают гуннскую белозубку, дрила, камерунскую лазающую мышь, мартышку Прейса, мышевидную белозубку Эйзентраута, рыжеухую мартышку и чёрного колобуса.
Орнитофауна экорегиона разнообразна: на Камеруне зарегистрировано 370 видов, некоторые из которых являются эндемиками, среди них два строгих эндемика: белоглазка-монашка и камерунский турач. 18 видов птиц с ограниченным ареалом являются общими для этого экорегиона и экорегиона Камерунских высокогорных лесов.
Хотя герпетофауна разнообразна, существует только одна строго эндемичная жаба — термитная жаба. Ещё две амфибии считаются почти эндемичными. К почти эндемичным рептилиям относятся Werneria tandyi и горный хамелеон.
Вулкан Камерун также является важным местом обитания для бабочек, в том числе для эндемичного вида Charaxes musakensis.

## Состояние экорегиона
Хотя некоторые участки лесов в экорегионе остаются нетронутыми, на низких высотах им угрожают натуральное и плантационное сельское хозяйство. Поскольку почвы экорегиона являются плодородными, преобразование некоторых лесов в сельскохозяйственные угодья считается неизбежным. Другими угрозами для экорегиона в целом являются лесозаготовки, чрезмерный выпас скота, охота, пожары и растущее человеческое население. По оценкам, половина лесного покрова на восточной стороне Камеруна уже утрачена, чуть меньше его было потеряно на южной стороне.
Горный лес Биоко охраняется национальный парком Пико-Басиле. Лесные заповедники есть на склонах Камеруна, но они почти не защищают природу и подвергаются давлению незаконных вырубок и охоты.